# 야부우치 겐토
야부우치 겐토(일본어: 薮内 健人, 1995년 1월 21일~)는 일본의 축구 선수이다.

## 구단 경력
그는 2017년 J2리그의 FC 기후에 입단했다. 2018년까지 15경기에 출전하여, 2득점을 넣었다. 2019년 J3리그의 이와테 그루자 모리오카로 이적했다. 2020년부터 2023년까지 일본 풋볼 리그의 베르스파 오이타에서 뛰었다. 2023년후 현역 은퇴.